# Médiation numérique
 (mars 2022).
 (mars 2022).
- Si vous ne connaissez pas le sujet, laissez ce bandeau (vous pouvez alors contacter les auteurs).
- Si vous supprimez le contenu mis en cause (vous pouvez préalablement contacter les auteurs),

argumentez précisément cette suppression dans la page de discussion
(un manque de référence n'est pas un argument ; une recherche réelle de référence doit avoir été effectuée, être formellement documentée).
La médiation numérique désigne toutes les techniques, formats et méthodes d'accompagnement vers l'autonomie numérique.
Ce terme est souvent utilisé en lien avec des publics en situation d'illectronisme mais n'est pas exclusif de ce type de public.
L'arrivée rapide et massive des nouveaux moyens d'informations et de communication (NTIC) a produit un retard d'adoption des usages numériques d'une partie importante de la population ainsi qu'un manque de recul critique et de faculté de jugement aux conséquences importantes en termes d'exclusion sociale, de pertes d'opportunités socio-économiques, de rupture d'accès aux droits, de crédulité vis-à-vis de la désinformation et des fausses informations, d'infobésité, ou d'un déficit de confiance dans l'économie numérique.
La médiation numérique se définit ainsi comme toutes les techniques de transfert de pouvoir d'agir visant à donner aisance, confiance, et faculté de juger (littératie numérique) sur l'ensemble des usages et des choix d'équipement numériques. La médiation numérique est aussi souvent appelée inclusion numérique.

## Définition
La MedNum, coopérative regroupant certains acteurs de la médiation numérique, retient cette définition : "La « Médiation Numérique » désigne les ingénieries, c’est-à-dire les techniques, permettant la mise en capacité de comprendre et de maîtriser le numérique, ses enjeux et ses usages, c’est-à-dire développer la culture numérique de tous, pour pouvoir agir, et développer son pouvoir d’agir, dans la société numérique. Elle procède par un accompagnement qualifié et de proximité des individus et des groupes (habitants, associations, entreprises, élèves, étudiants, parents, professionnels…), dans une logique d’éducation populaire et de formation tout au long de la vie."
D'autres sources viennent compléter cette définition et préciser les savoir-être, les savoir-faire, et les métiers de la médiation numériques.
L'anthropologie des usages numériques préfère parler de capacitation ou "capabilités", d'émancipation ou d'empowerment pour évoquer ce transfert de pouvoir d'agir.
Des débats existent pour savoir si la médiation numérique relève de la formation professionnelle, de l'éducation nationale, de l'éducation populaire, de l'action sociale ou alors si la médiation numérique constitue une branche autonome de la politique publique. Ce débat sur la transversalité de cette politique publique rend aujourd'hui son financement, son pilotage ainsi que la structuration du métier de médiateur numérique complexes et inaboutis.

## Histoire

### Origine de la notion en France
La dématérialisation de 100% des services publics, l'accélération de la diversification des usages numériques, portée par la révolution technologique, a conduit progressivement à marginaliser des pans entiers de la population considérés en situation d'illectronisme. Le Baromètre du Numérique de 2018 a en effet avancé le chiffre de 14 millions de français en situation d'illectronisme.
La définition de l'illectronisme s'appuie sur une nomenclature d'Eurostat repris par l'INSEE qui évalue les capacités numériques autour de 4 notions :   
- Information
- Communication
- Résolution de problèmes
- Compétences logicielles

On notera que la définition même des capacités numériques sur la base de cette nomenclature reste floue.
La start-up d'État PIX en donne une idée plus détaillée, mais abandonne le terme de "capacité" pour celui de "compétence", assimilant la médiation numérique d'abord à une logique de formation initiale ou continue à visée éducative ou d'employabilité. Les enjeux de citoyenneté et d'éducation populaire semblent ainsi être éludés.

### Histoire la politique publique en France
La médiation numérique est assurée depuis les années 1980 par des acteurs de type bibliothèques, médiathèques, associations ou régies de quartiers, et établissements publics numériques (anciennement cyber-bases) et plus récemment dans les tiers-lieux. Ces acteurs historiques ont essentiellement une approche sédentaire (attendant que les bénéficiaires viennent au devant des lieux) et sont dotés de personnels souvent précaires (contrats aidés) avec souvent des profils techno-centrés (geeks ou informaticiens). Néanmoins, des profils issus de l'animation socio-culturelle ou des professions d'accueil tendent à se multiplier au sein de la médiation numérique.
Les caractéristiques historiquement techno-centrés et sédentaires expliquent pour certains le faible succès des lieux traditionnels de médiation numérique. Ces acteurs dits "historiques" ont en effet rencontré des difficultés structurelles à attirer et accompagner avec succès le public illectroniste. Le sociologue Pierre Mazet parle ainsi de 1% des illectronistes fréquentant les "lieux de médiation numérique". Ainsi, de nombreux Établissements Publics Numériques ont fermé leur porte à la suite des retraits de financement de la Caisse des Dépôts et Consignations.
Depuis les années 2000, de nombreux acteurs de médiation numérique ont émergé de type associatifs, privés ou d'économie sociale et solidaire, dont la diversité et l'hétérogénéité entretiennent le flou sur la signification profonde de la médiation numérique, entre "assistance informatique à domicile", "vente de matériel reconditionné", "cours d'informatiques" et "ateliers collectifs d'inclusion numérique".

### Les néo-métiers de la médiation numérique

#### Les conseillers numériques
Le conseiller numérique est un médiateur numérique subventionné par l'État dans le cadre du dispositif «  conseiller numérique ». Ce professionnel assiste et forme les utilisateurs à l'usage de sites, logiciels et autres supports digitaux. Il est en contact avec toute personne nécessitant une médiation numérique, y compris des TPE et des PME et des associations. Ses objectifs se limitent aux capacités numériques et il ne possède pas de mandat afin d’effectuer ou d’aider des démarches administratives. L’accompagnement englobent les étapes afin d’effectuer une démarche en ligne : 
-Recherche d’emploi et de ses outils
-Compétences de base et emploi d’un outil numérique
-Appropriation des services/logiciels/application liées à la scolarité des enfants
-Appropriation des outils numérique de mon territoire
L'ANCT finance des postes de conseillers numériques pour des structures employeuses privées comme publique, à l'image des collectivités territoriales ou des associations.
En 2025, on décompte environ de 4 000 conseillers numériques.
Il existe un titre professionnel reconnu par l'État (dit RNCP) de "Responsable d'Espace de Médiation Numérique" constitué de 3 blocs de compétence. Ce titre était anciennement "Conseiller-Médiateur Numérique" et encore précédemment "Animateur Multimédia" ou "Animateur TIC".
Ce titre évalue la connaissance de l'illectronisme et des fractures numériques, la connaissance de l'écosystème d'acteurs travaillant dans le social et l'inclusion numérique. Il évalue notamment l'écoute active, les compétences pédagogiques, la pédagogie par le faire, ainsi que la qualité et la diversité des supports pédagogiques proposés aux apprenants.
Les Conseillers Numériques France Service ont été certifiés sur la base du CCP1 (bloc de compétence "Accompagner différents publics vers l'autonomie dans les usages des technologies, services et médias numériques") du titre "Responsable d'Espace de Médiation Numérique". Ce titre et ses conditions de délivrance sont aujourd'hui critiqués aujourd'hui pour diverses raisons.
Pour HYPRA, la capacitation numérique passe par des techniques d'alphabétisation, d'acculturation, d'inclusion, d'émancipation, d'écoute active, de psychologie positive, définis dans une charte. Pour cet acteur, la médiation numérique se distingue de la formation continue ou initiale traditionnelle par le fait qu'elle s'adresse à des publics réfractaires ou incompris nécessitant des méthodes d'apprentissage et d'enseignement radicalement inclusives.

#### Les écrivains publics numériques
Le métier d'écrivain public se définit comme "un professionnel de la communication écrite entre individus et les administrations. L’écrivain public répond aux demandes d’aide à la rédaction". Selon la source citée, il s'agirait d'un métier encore en déficit de notoriété. De ce fait, les sources qui définissent ce métier restent à ce jour encore assez lacunaires. Sur le portail des auto-entrepreneurs, on apprend que ce métier aurait été initialement largement pratiqué par des bénévoles et qu'il se serait professionnalisé notamment grâce à la création du statut d'auto-entrepreneur. Il existe par ailleurs un "réseau des écrivains publics à vocation sociale".
En somme, le métier est basé sur l'idée d'accompagner les publics fragiles (fragilités socio-économiques, illettrisme, francophonie peu maîtrisée, etc.) dans leurs démarches administratives. Du fait de la dématérialisation des services publics à l'œuvre en France, le métier s'est développé. Il en existe aujourd'hui une variante : les écrivains numériques.
Selon les sources gouvernementales chargées des questions numériques, le métier se définit comme "la réalisation de démarches administratives en ligne ou la rédaction de courriers électroniques pour le compte de la personne".

##### Médiation en bibliothèques publiques et laboratoires créatifs (LC)
En plus de faire la médiation aux ressources numériques de plus en plus nombreuses en bibliothèques publiques, les espaces de création numérique ont mis la médiation numérique au premier plan des discussions et débats sur les bibliothèques. Le lieu bibliothèque, en tant que gratuit, ouvert à tous e intergénérationnel, s’est transformé. La modernisation des bibliothèques et leur développement numérique ont changé le rôle traditionnel des bibliothécaires dont le profil s’oriente de plus en plus vers celui du médiateur. Par leur mission de donner à tous accès à la culture et à l’information, elles sont amenées à jouer un rôle important dans la lutte contre les inégalités et la fracture numérique.
Également, pour aller plus loin du concept de fracture numérique en relation aux médiateurs, le sujet demande de comprendre la diversité des pratiques pour accompagner la capacitation numérique. Même si dans la pratique on peut trouver divers rôles formels et informels qui font la médiation numérique, cela n’implique pas qu'accompagner les usages du numérique permettra toujours une réelle capacitation numérique des individus. Celle-là devrait être entendue comme le cumul du renforcement de trois facteurs:
- L’autonomie dans l’usage des ressources numériques (compétences techniques et méta-compétences).
- De leurs capacités d’action grâce à celles-ci (capacité à définir ses propres finalités dans la mobilisation des outils).
- De leurs capacités de discernement dans leur usage (gestion de l’identité numérique, de l’infobésité, des infox…).
Les bibliothèques ont un grand potentiel pour favoriser ce type de médiation en tant qu’elles permettent de remettre de l’humain et du concret dans la technique et le dématérialisé.
L’espace des bibliothèques permettent de prendre le temps d’écouter et de trouver une information. Dans ce sens, elles sont un lieu ressource accessible, autant pour comprendre le monde numérique que pour le pratiquer. Les bibliothèques n’ont pas vocation à tout faire mais elles jouent un rôle important dans cette perspective d’accès au numérique en tant que sont à la fois : • un lieu de proximité gratuit donc plus facilement accessible ; • un lieu ressource (qui met à disposition une information indexée); • un lieu d’éducation à l’information (qui propose des clefs de compréhension); • un lieu de pratiques et un lieu d’échange de ces pratiques.
Laboratoires créatives
Inspiré du cours « How to make (almost) everything » donné par Neil Gershenfeld au Massachusetts Institute of Technology (MIT) le « Fabrication Laboratory » (Fablab) est un lieu physique permettant la fabrication numérique. Dans le contexte des Bibliothèques, ce phénomène attire l’attention sur les changements avec le rapport avec l’usager que cela pourrait exiger. Ce questionnement sur la nature des compétences et des pratiques qui commence à instaurer la présence des LC, fait ressortir, par exemple, que plus que penser à une formation de base préalable, ces espaces encouragent plutôt une pratique d’autoformation et d'apprentissage par l’accompagnement et l’échange.
Depuis l’ouverture du premier Laboratoire Créatif (LC) en bibliothèque à la Free Fayetteville Library en septembre 2013, ce type d’espace a commencé à se multiplier dans les bibliothèques publiques. Ce phénomène s’inscrit dans la mouvance culture maker.
Au Québec, le premier LC en bibliothèque a été ouvert en 2016 à la Bibliothèque Benny, (Benny Fab. Réseau des bibliothèques publiques de Montréal). Le cadre conceptuel des LC selon le système d’éducation de Québec les définit comme un environnement d’apprentissage qui permet de concevoir et de fabriquer des objets intégrant des composantes numériques.
Les LC amènent le personnel à réévaluer ses pratiques et à adopter de nouvelles attitudes envers le public en jouant moins le rôle de fournir des connaissances et davantage celui de facilitation, de médiation et d’éducation.
De la même façon, la réflexion sur la transformation du rôle des employés, met en première plan le travail frontière. Celui-ci consiste à définir les contours d’une pratique professionnelle en transformation en situant son domaine de connaissances (ce que l’on sait) et en délimitant son action professionnelle (ce que l’on fait).
À part de l’autoformation, un sondage fait en 2019 remarque que parmi les médiateurs/animateurs au LC, l’approche la plus répandue est la visite de différents LC pour échanger, mais aussi que:
- 25% n’avaient aucune connaissance spécifique préalable.
- La plupart d’entre eux consacrait moins de la moitié de son temps à la création numérique.
- Plusieurs méthodes de formation continues sont utilisées.
- Les cours formels (26%) sont la seule méthode utilisée par moins de 60 % du personnel sondé.
- Les ateliers, conférences, webinaires, ressources documentaires, tutoriels en ligne sont les méthodes les plus utilisées vu qu’elles demandent moins de temps et d’argent[28].

### Crise sanitaire (COVID19) et plan de relance
Le flou sur la définition de la médiation numérique a été renforcé par le plan de relance consécutif à la crise sanitaire et au grand confinement lié à la pandémie de COVID 19 que Pascal Plantard qualifie de "fait social total".
Le confinement ayant mis en lumière le profond "malaise" numérique des Français, pointé par la suite par le Conseil National du Numérique, l'État français, à la suite d'un rapport du Sénat, se décide à agir et investit 250 millions d'euros dans la lutte contre l'illectronisme qui doivent déboucher sur l'embauche de 4000 professionnels de la médiation numérique subventionnés à 80% au niveau du SMIC pendant 2 ans par l'État et embauchés par des employeurs publics ou d'économie sociale et solidaire.
Mais ce n'est finalement pas le terme de "médiateur numérique" qui est retenu pour privilégier celui de "Conseiller Numérique France Service". Leur déploiement sur le terrain et leur formation s'avère complexe et critiquée. Leur pérennité au-delà du plan de relance pose question à de nombreux observateurs de l'écosystème. Le degré capacitant de leur intervention sur le terrain n'a fait à ce jour l'objet d'aucune étude scientifique.

## Impact
Le dispositif des médiateurs numériques a permis le recrutement d’environ 4 000 professionnels au sein de près de 2 900 structures, aussi bien publiques (collectivités territoriales) que privées (associations et entreprises de l’économie sociale et solidaire). Une courte majorité de Français (52 %) déclare connaître au moins un lieu de médiation numérique, et 80 % de la population hexagonale dispose d’au moins un lieu de médiation numérique professionnelle dans sa commune ou à proximité. Les conseillers numériques ont réalisé plus de 4,8 millions d’accompagnements en trois ans, bénéficiant principalement aux personnes vulnérables (peu diplômées, retraitées, en recherche d’emploi). Leurs missions vont de l’initiation aux outils numériques à un rôle de tiers de confiance pour rassurer les usagers. En intervenant sur plusieurs sites, ces conseillers favorisent une approche de proximité pour lutter contre l’exclusion numérique.
L’impact du dispositif est largement positif, avec 99 % des bénéficiaires satisfaits et 93 % affirmant réussir des tâches numériques qu’ils ne maîtrisaient pas auparavant. Cette initiative a également contribué à l’insertion professionnelle, puisque 83 % des postes de conseillers numériques sont des créations et que 48 % des recrutés étaient en recherche d’emploi. De plus, elle a permis aux structures employeuses, notamment publiques, d’investir ou de renforcer leur engagement dans l’inclusion numérique, en répondant aux besoins des territoires et en facilitant l’accès à des interlocuteurs physiques pour accompagner les usagers. 
Enfin, le déploiement du dispositif a favorisé l’émergence de coordinations territoriales pilotées par diverses entités locales (Conseils départementaux, Préfectures, Métropoles), renforçant les dynamiques locales en matière d’inclusion numérique.
Coexistent dans l'écosystème de la médiation numérique des pratiques dites "repoussoirs" du numérique qui renforcent l'éloignement numérique d'une partie de la population par techno-centrisme, des pratiques dites "occupationnelles" qui visent surtout à créer du lien social et de la convivialité et d'autres pratiques dites "capacitantes" ou "émancipatrices" qui visent à procurer une autonomie à long-terme aux bénéficiaires, quelle que soit l'évolution de leur équipement, des usages, des interfaces ou des logiciels utilisés.
Un référentiel d'évaluation universel est en cours de conception par un consortium d'acteurs territoriaux visant à déboucher sur une norme AFNOR, mais aucun résultat n'a encore été rendu public.

## Gouvernance en France

### État
L'Agence Nationale de la Cohésion des Territoires, la Caisse des Dépôts et Consignation, la Banque des Territoires, France Num, la Banque Publique d'Investissement sont quelques-uns des pilotes nationaux et guichets de financement de la politique publique nationale d'inclusion numérique.
Des opérateurs du service public (Pôle emploi, CAF) ou les préfectures développent leur propre politique de médiation numérique internes.
Depuis le plan de relance (France Relance), il est convenu que cette politique publique reviendra aux collectivités territoriales dans le cadre de l'emploi des 4000 Conseillers Numérique France Service par les territoires. Le déploiement actuel du dispositif est consultable via une cartographie interactive accessible à tous.
Selon le rapport d'information du Sénat, "les interventions territoriales en faveur de l’inclusion numérique sont brouillées par un fonctionnement en « silo » entre des acteurs publics (chaque échelon de collectivité territoriale est fondé à agir dans ce domaine), associatifs et privés". Ce rapport recommande ainsi de "renforcer le pilotage de la politique nationale d’inclusion numérique, pour permettre aux acteurs locaux de s’inscrire dans un cadre global clair et ambitieux". Néanmoins, le débat reste présent quant à l'échelon décentralisé le mieux placé pour assurer le pilotage stratégique de cette nouvelle politique publique.

### Conseils régionaux
Certains acteurs expriment leur volonté de voir les conseils régionaux comme pilotes, faisant de la médiation numérique une formation professionnelle parmi d'autres. Mais cela signifierait alors que les actions de médiation numérique seraient destinées exclusivement aux salariés du secteur privé, alors que les illectronistes touchent aussi bien les jeunes, les demandeurs d'emplois, les personnes âgées, les personnes en situation de handicap situés hors de l'emploi.

### Conseils départementaux
Les Départements ont historiquement été les premiers à se positionner sur cette thématique, dans le prolongement du travail d'amélioration de la connectivité des territoires par l'installation d'infrastructures de haut débit.
La médiation numérique, au sein de l'action publique départementale, est davantage vue comme relevant de l'action sociale. Dans ce contexte, la médiation numérique est vue comme une politique sociale de lutte contre le renoncement aux droits et d'insertion sociale, avant d'être une politique éducative, d'employabilité ou de citoyenneté commune à toute la population.
Il existe au sein des Départements de façon croissante des chargés de mission inclusion numérique, et la Commission Numérique de l'Assemblée des Départements de France tend à réfléchir de façon croissante à la mise en œuvre de la politique publique d'inclusion numérique.

### Intercommunalités
D'autres regroupements d'établissements publics intercommunaux (regroupements de communes) visent à faire de cet échelon le mieux placé pour assurer ce pilotage en raison de sa plus grande proximité avec les territoires. La proposition de "conférences des financeurs" de l'inclusion numérique a ainsi pu émerger.

### Villes
Les Villes restent l'échelon privilégié de la mise en place des actions de médiation numérique au sein de leurs locaux (bibliothèques, maisons de quartier, centres socio-culturels, centres communaux d'action sociale, tiers-lieux).
Néanmoins, peu d'élus locaux montrent pour le moment de l'appétence à développer une politique publique sur ce sujet.

### Gouvernance partagée
Étant donné la nécessité de repenser les modes de gouvernance à l'ère numérique de façon à rendre la décision plus collaborative, ouverte, transparente, itérative, et transversale, des propositions ont été faites pour rendre la gouvernance de la politique publique d'inclusion numérique plus "partagée".

## En Europe
Un rapport de l'ex-Centre d'Analyse Stratégique sur le "Fossé Numérique en France" en 2011 propose une analyse comparative des politiques publiques de médiation numérique dans les différents pays européens et des modèles assez différents d'intervention entre les pays scandinaves, anglo-saxons et d'Europe du Sud.

## Aux États-Unis
Si le sujet de l'inclusion numérique est historiquement davantage présent dans le débat public américain (le concept de "digital divide" y étant plus ancien), il reste encore, comme en France, historiquement très relié à la notion de connectivité (accès au de haut-débit) et à l'accessibilité financière des équipements.
La pandémie de COVID19 a en effet mis en lumière le fait que 3 américains que 10 ne disposent pas d'une connectivité satisfaisante[réf. nécessaire].
Il n'existe pas, comme en France, cette idée que la médiation aux usages numérique relève de la politique publique mais plutôt du marché.